# Speculum maius
O Speculum maius é a enciclopédia medieval mais importante, escrita por Vicente de Beauvais no século XIII. Composto por mais de três milhões de palavras, foi o trabalho mais ambicioso desse tipo do período medieval tardio.
É dividido em três partes:
- Espéculo natural (espelho natural) em 32 livros:
  - I: Criação: Deus, Trindade, anjos;
  - II: mundo sensível: luz e cores, os quatro elementos, Lúcifer e os anjos caídos;
  - III–IV: alma, céu, clima, meteorologia;
  - V–XIV: mar e água, terra e agricultura, metais, pedras preciosas, plantas;
  - XV: astronomia: lua, estrelas, sol, estações do ano;
  - XVI–XVII: pássaros e peixes;
  - XVIII–XXII: animais terrestres, selvagens e domésticos;
  - XXIII–XXVIII: psicologia, fisiologia e anatomia do homem;
  - XXIX–XXXI: suplemento aos anteriores
  - XXXII: resumo do conhecimento geográfico e histórico do ano de 1250.

- Espéculo doutrinário (espelho doutrinário) em 17 livros:
  - I: filosofia e vocabulário latino de 6.000 a 7.000 palavras;
  - II: gramática, lógica, retórica, poética;
  - III: além do anterior, contém alguns contos e fábulas;
  - IV–V: virtude e vida monástica;
  - VI: arquitetura, jardinagem, criação, viticultura, almanaque de obras agrícolas nos vários meses do ano;
  - VII–X: política (educação de princípios) e direito (civil, criminal e canônico);
  - XI operações, guerra, caça, comércio e navegação, alquimia;
  - XII–XIV: medicamento;
  - XV: física (é um resumo do espéculo natural);
  - XVI: aritmética, música, geometria, astronomia, astrologia, pesos e medidas, metafísica;
  - XVII: teologia e mitologia.

- Speculum historiale (espelho histórico)
  - conta a história até 1254, bem como o fim do mundo.

No início do século XIV, uma quarta parte foi adicionada:
- Espéculo moral (espelho moral)

Várias versões deste trabalho foram elaboradas durante o Renascimento.
A Fiori e vita di filosafi ed altri savi ed imperadori, de uma Toscano anônimo, escrita no século XIII, são uma paráfrase do Speculum historiale.